# Warren Village (Tunapuna-Piarco)
Warren Village es una villa de Trinidad y Tobago, que forma parte de la región de Tunapuna-Piarco.

## Geografía
La villa abarca parte de la isla Trinidad y limita al norte con Frederick Settlement, al sur con Cunupia, al este con Kelly Village y Cunupia y al oeste con Bejucal.

## Demografía
Datos demográficos de la villa de Warren Village:
| Gráfica de evolución demográfica de Warren Village entre 2000 y 2011 |
|                                                                      |